# 麥覺理公園
麥覺理工業園位於澳大利亞新南威爾斯州的萊德市；乃麥覺理大學所在地。

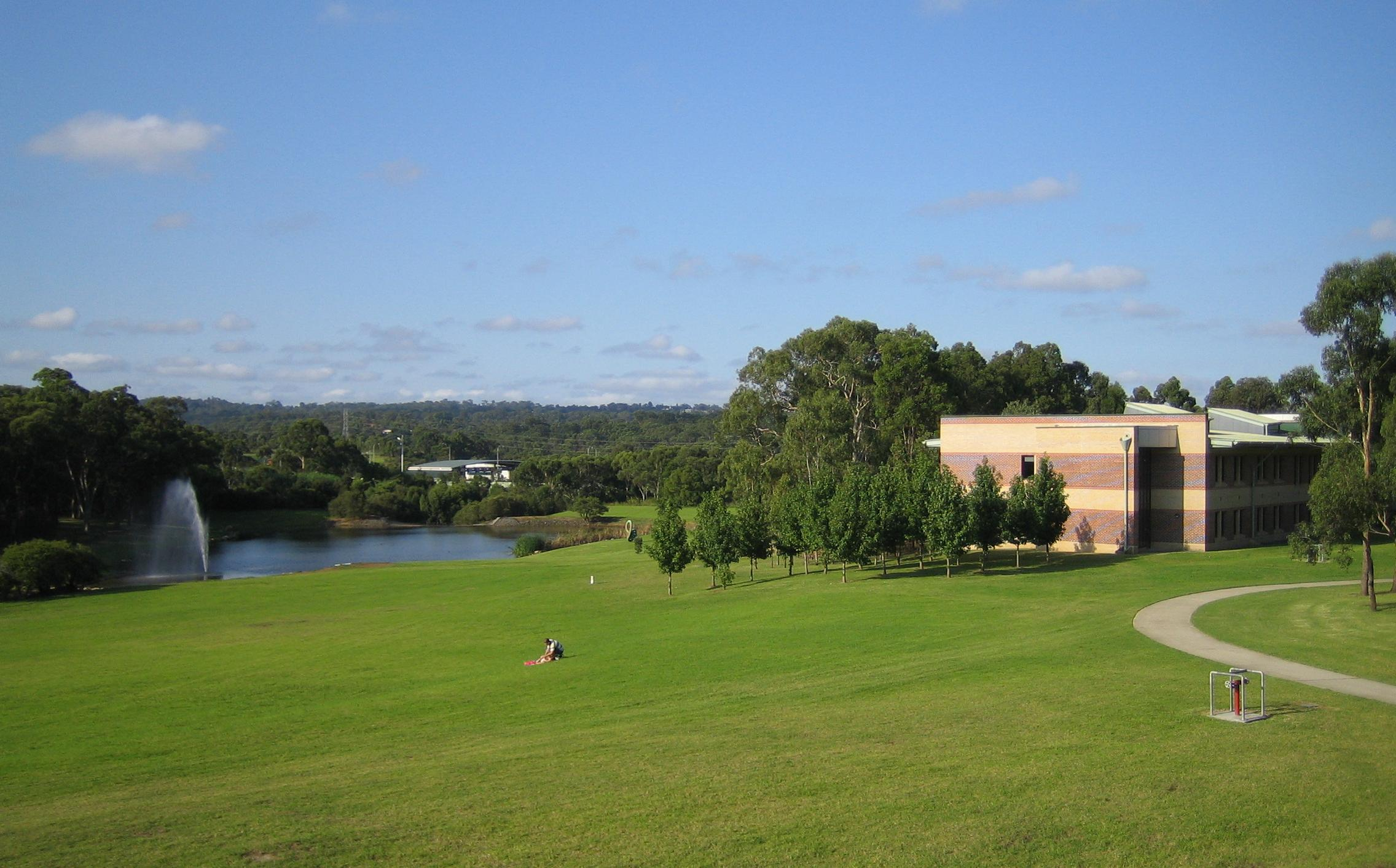
麥覺理大學

由於麥覺理大學創校之初即以美國史丹福大學為範例，將麥覺理工業園朝「高科技園區」規劃，因此本地為許多國內外電子、科學、電腦、醫療、藥劑和企業管理顧問公司的集中地。
悉尼北岸西部最重要的商業地段－麥覺理中心即座落於此。

## 外部連結
Lane Cove River Caravan Tourist Park & Campground